# 八幡宿站
八幡宿站（日语：／ Yawatajuku eki */?）是位於千葉縣市原市八幡930番3號，東日本旅客鐵道（JR東日本）的內房線車站。

## 歷史
- 1912年（明治45年）3月28日：車站啟用[1]。
- 1987年（昭和62年）4月1日：伴隨國鐵分割民營化，車站由東日本旅客鐵道（JR東日本）營運[1]。
- 1995年（平成7年）12月23日：跨站式站房落成啟用[2][3]。
- 2001年（平成13年）11月18日：此站可以使用IC卡「Suica」[広報 1]。
- 2013年（平成25年）2月12日：當日起綠色窗口結業[4]。
- 2014年（平成26年）4月1日：成為業務委託車站[4]。

## 車站構造
此站是地面車站，設有1面2線的島式月台。在1995年（平成7年）12月23日，跨站式站房落成啟用。
此站是由五井站管理的業務委託車站，委托了JR東日本車站服務負責車站業務。此站設有自動閘機、指定席售票機和自動售票機。綠色窗口在2013年2月12日結業。在2018年1月13日起，從首班車至早上6時30分之間可進行遠端控制（設有對講機功能，連接五井站職員），當時沒有車站職員當值，同時只有部分自動售票機營業。

### 月台
| 月台 | 路線    | 上下行 | 方向             |
| ---- | ------- | ------ | ---------------- |
| 1    | ■內房線 | 上行   | 千葉、東京方向   |
| 2    | ■內房線 | 下行   | 木更津、館山方向 |

參考
月台可容納15卡車廂。

### 發車音樂
| 1 | JR-SH2-3 |
| 2 | JR-SH2-3 |

## 使用狀況
在2019年（令和元年）度1日平均乘車人次為11,905人，以下為乘車人次變化列表：
| 乘車人次變化       | 乘車人次變化     | 乘車人次變化 |
| 年度               | 1日平均 乘車人次 | 參考資料     |
| ------------------ | ---------------- | ------------ |
| 1990年（平成02年） | 13,453           | [ * 1 ]      |
| 1991年（平成03年） | 14,033           | [ * 2 ]      |
| 1992年（平成04年） | 14,409           | [ * 3 ]      |
| 1993年（平成05年） | 14,658           | [ * 4 ]      |
| 1994年（平成06年） | 14,801           | [ * 5 ]      |
| 1995年（平成07年） | 14,742           | [ * 6 ]      |
| 1996年（平成08年） | 14,451           | [ * 7 ]      |
| 1997年（平成09年） | 13,952           | [ * 8 ]      |
| 1998年（平成10年） | 13,736           | [ * 9 ]      |
| 1999年（平成11年） | 13,593           | [ * 10 ]     |
| 2000年（平成12年） | 13,453           | [ * 11 ]     |
| 2001年（平成13年） | 13,182           | [ * 12 ]     |
| 2002年（平成14年） | 12,815           | [ * 13 ]     |
| 2003年（平成15年） | 12,642           | [ * 14 ]     |
| 2004年（平成16年） | 12,815           | [ * 15 ]     |
| 2005年（平成17年） | 12,932           | [ * 16 ]     |
| 2006年（平成18年） | 13,187           | [ * 17 ]     |
| 2007年（平成19年） | 13,251           | [ * 18 ]     |
| 2008年（平成20年） | 13,031           | [ * 19 ]     |
| 2009年（平成21年） | 12,599           | [ * 20 ]     |
| 2010年（平成22年） | 12,244           | [ * 21 ]     |
| 2011年（平成23年） | 12,207           | [ * 22 ]     |
| 2012年（平成24年） | 12,260           | [ * 23 ]     |
| 2013年（平成25年） | 11,865           | [ * 24 ]     |
| 2014年（平成26年） | 11,851           | [ * 25 ]     |
| 2015年（平成27年） | 11,952           | [ * 26 ]     |
| 2016年（平成28年） | 11,892           | [ * 27 ]     |
| 2017年（平成29年） | 11,869           | [ * 28 ]     |
| 2018年（平成30年） | 11,852           | [ * 29 ]     |
| 2019年（令和元年） | 11,905           |              |

## 車站周邊

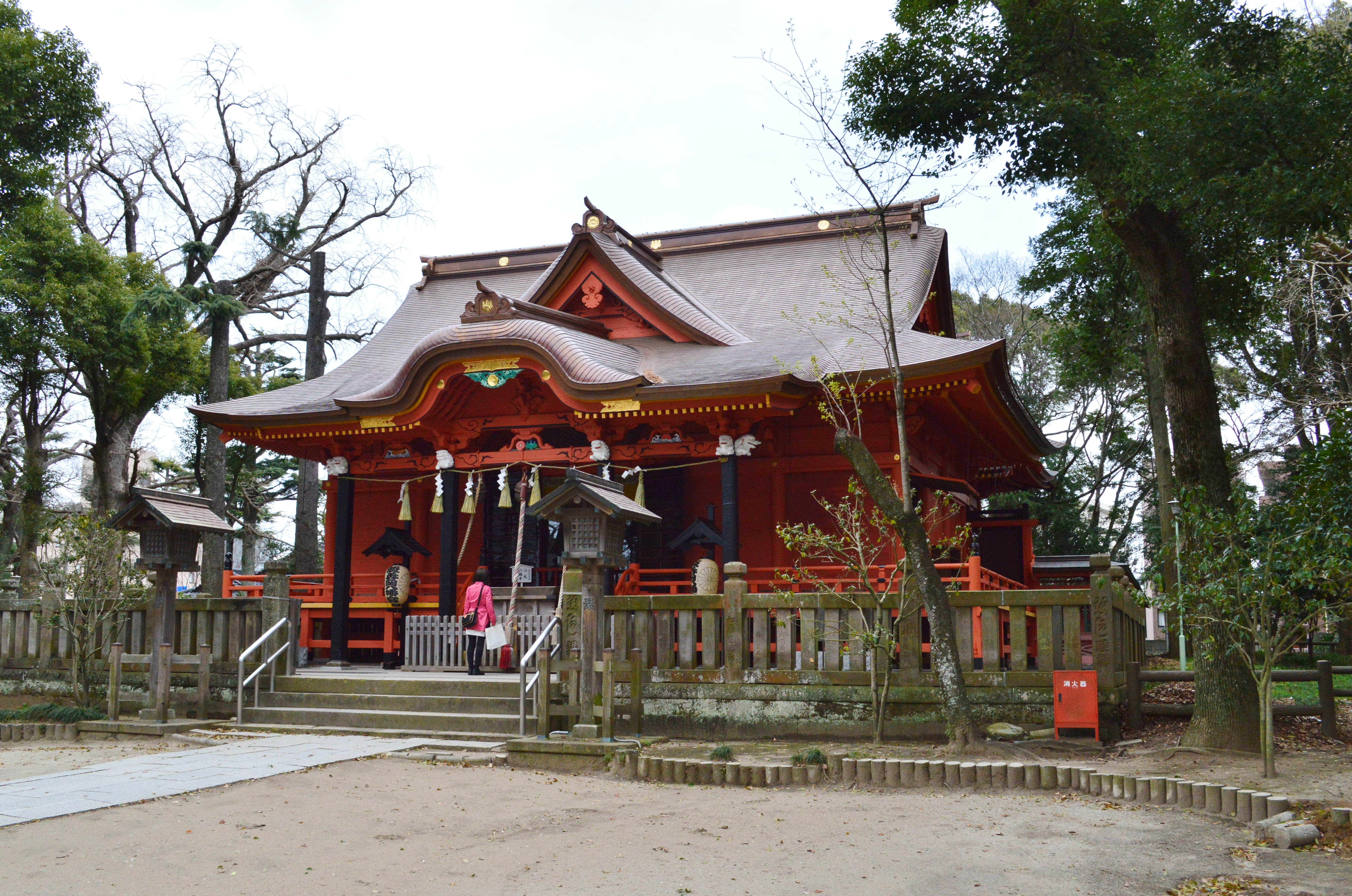
飯香岡八幡宮

車站周邊設有公寓。
- 道路
  - 館山自動車道
  - 國道16號
  - 國道297號（日语：国道297号）
  - 千葉縣道24號千葉鴨川線（日语：千葉県道24号千葉鴨川線）
  - 千葉縣道126號八幡菊間線（日语：千葉県道126号八幡菊間線）
  - 千葉縣道220號八幡宿停車場線（日语：千葉県道220号八幡宿停車場線）
  - 千葉縣道243號市原埠頭線（日语：千葉県道243号市原埠頭線）
- 行政等
  - 市原市政廳市原分所
  - 市原八幡郵局（日语：市原八幡郵便局）
  - 市原郵局（日语：市原郵便局）（日本郵便市原分店，郵貯銀行市原店）
  - 市原警署（日语：市原警察署）
- 學校
  - 帝京平成大學（日语：帝京平成大学）（轉乘小湊巴士）
  - 市原中央高等學校（日语：市原中央高等学校）（轉乘校巴）
  - 市原市立八幡中學（日语：市原市立八幡中学校）
  - 市原市立八幡東中學（日语：市原市立八幡東中学校）
  - 市原市立八幡小學（日语：市原市立八幡小学校）
- 商業設施等
  - 山田電機Teccland市原店（西南方步行10分鐘）
  - 玩具反斗城市原店（已結業）
  - Beisia（日语：ベイシア）超級中心市原八幡店
  - 仙堂（日语：せんどう）（超級市場）
- 其他
  - 飯香岡八幡宮（日语：飯香岡八幡宮） - 車站名稱的來源。　
  - 古河電氣工業千葉事業所
  - 市原孢子公園（日语：市原スポレクパーク）
  - Portpia市原（日语：ボートピア市原）、Satellite市原

## 巴士路線
所有路線均由小湊鐵道運行。

### 東出口
| 乘車場 | 途經                             | 目的地                 |
| ------ | -------------------------------- | ---------------------- |
| 1號    | 妙永寺、山木、辰巳團地           | 千葉勞災醫院           |
| 1號    | 若宮團地、妙永寺、山木、辰巳團地 | 千葉勞災醫院           |
| 2號    | 富士電機前、古河電工前           | 市原埠頭（三井造船前） |
| 3號    | 若宮團地、菊間三又               | 菊間團地               |
| 4番    | 妙永寺、山木、辰巳團地、潤井戶南 | 帝京平成大學           |

另外，設有從東京數寄屋橋前往五井站的深夜巴士（平和交通）。

### 西口
| 乘車場 | 途經                                     | 目的地         |
| ------ | ---------------------------------------- | -------------- |
| 1號    | 市原坂下、郡本、望洋高校入口             | 山倉兒童之國   |
| 1號    | 市原坂下、郡本、市原市政廳               | 國分寺台       |
| 1號    | 市原坂下、郡本、市原市政廳               | 海士有木       |
| 1號    | 市原坂下、郡本、能滿四辻                 | 辰巳團地       |
| 1號    | 古河電工（急行）                         |                |
| 2番    | 白金町一丁目、君塚、五井站西出口、島野   | 姊崎站東出口   |
| 2番    | 君塚、五井站西出口、島野、姊崎站東出口   | 別莊下         |
| 3號    | 濱野、鹽田營業所前、蘇我站西出口、縣廳前 | 京成千葉中央站 |
| 3號    | 濱野                                     |                |

串屋橫丁前：前往Portpia市原的免費接送巴士

## 車站名稱變更運動
車站名稱取自「八幡」的古社飯香岡八幡宮，該處為房總往還的宿場町。
車站位於市原市內，由於市內沒有名為「市原」的車站，因此發起了「市原站」的改名運動。另外，五井站也曾經發起了數次改名為「市原站」的運動。
市原市是在1963年（昭和38年）5月1日由市原町、五井町、姊崎町、三和町、市津町5町合併而成。而新市的名稱是取自市原郡。八幡宿站是位於八幡町合併前舊市原町的中心，五井站是位於舊五井町的中心。另外，兵庫縣內曾經設有國鐵市原站（JR西日本接管後於1990年廢止），在合併車站名稱沒有變更。另外，京都市叡山電鐵也設有市原站。

## 相鄰車站
東日本旅客鐵道（JR東日本）
■內房線
■通勤快速、■快速（經京葉線）、■快速（經總武線）、■普通（各站停車）
濱野－八幡宿－五井

## 注腳

### 廣報資料、新聞發布等資料
1. ↑   (PDF). 東日本旅客鉄道.   [2020-04-30]. （原始内容 (PDF)存档于2019-07-27） （日语）.

### 使用狀況
1. ↑  千葉縣統計年鑑 （页面存档备份，存于）（日語） - 千葉縣
2. ↑  市原市統計書 （页面存档备份，存于）（日語） - 市原市

JR東日本2000年度以後的乘車人次
1. ↑  各駅の乗車人員（2000年度） （页面存档备份，存于）（日語） - JR東日本
2. ↑  各駅の乗車人員（2001年度） （页面存档备份，存于）（日語） - JR東日本
3. ↑  各駅の乗車人員（2002年度） （页面存档备份，存于）（日語） - JR東日本
4. ↑  各駅の乗車人員（2003年度） （页面存档备份，存于）（日語） - JR東日本
5. ↑  各駅の乗車人員（2004年度） （页面存档备份，存于）（日語） - JR東日本
6. ↑  各駅の乗車人員（2005年度） （页面存档备份，存于）（日語） - JR東日本
7. ↑  各駅の乗車人員（2006年度） （页面存档备份，存于）（日語） - JR東日本
8. ↑  各駅の乗車人員（2007年度） （页面存档备份，存于）（日語） - JR東日本
9. ↑  各駅の乗車人員（2008年度） （页面存档备份，存于）（日語） - JR東日本
10. ↑  各駅の乗車人員（2009年度） （页面存档备份，存于）（日語） - JR東日本
11. ↑  各駅の乗車人員（2010年度） （页面存档备份，存于）（日語） - JR東日本
12. ↑  各駅の乗車人員（2011年度） （页面存档备份，存于）（日語） - JR東日本
13. ↑  各駅の乗車人員（2012年度） （页面存档备份，存于）（日語） - JR東日本
14. ↑  各駅の乗車人員（2013年度） （页面存档备份，存于）（日語） - JR東日本
15. ↑  各駅の乗車人員（2014年度） （页面存档备份，存于）（日語） - JR東日本
16. ↑  各駅の乗車人員（2015年度） （页面存档备份，存于）（日語） - JR東日本
17. ↑  各駅の乗車人員（2016年度） （页面存档备份，存于）（日語） - JR東日本
18. ↑  各駅の乗車人員（2017年度） （页面存档备份，存于）（日語） - JR東日本
19. ↑  各駅の乗車人員（2018年度） （页面存档备份，存于）（日語） - JR東日本
20. ↑  各駅の乗車人員（2019年度） （页面存档备份，存于）（日語） - JR東日本

千葉縣統計年鑑
1. ↑  千葉縣統計年鑑（平成3年） （页面存档备份，存于）（日語）
2. ↑  千葉縣統計年鑑（平成4年） （页面存档备份，存于）（日語）
3. ↑  千葉縣統計年鑑（平成5年） （页面存档备份，存于）（日語）
4. ↑  千葉縣統計年鑑（平成6年） （页面存档备份，存于）（日語）
5. ↑  千葉縣統計年鑑（平成7年） （页面存档备份，存于）（日語）
6. ↑  千葉縣統計年鑑（平成8年） （页面存档备份，存于）（日語）
7. ↑  千葉縣統計年鑑（平成9年） （页面存档备份，存于）（日語）
8. ↑  千葉縣統計年鑑（平成10年） （页面存档备份，存于）（日語）
9. ↑  千葉縣統計年鑑（平成11年） （页面存档备份，存于）（日語）
10. ↑  千葉縣統計年鑑（平成12年） （页面存档备份，存于）（日語）
11. ↑  千葉縣統計年鑑（平成13年） （页面存档备份，存于）（日語）
12. ↑  千葉縣統計年鑑（平成14年） （页面存档备份，存于）（日語）
13. ↑  千葉縣統計年鑑（平成15年） （页面存档备份，存于）（日語）
14. ↑  千葉縣統計年鑑（平成16年） （页面存档备份，存于）（日語）
15. ↑  千葉縣統計年鑑（平成17年） （页面存档备份，存于）（日語）
16. ↑  千葉縣統計年鑑（平成18年） （页面存档备份，存于）（日語）
17. ↑  千葉縣統計年鑑（平成19年） （页面存档备份，存于）（日語）
18. ↑  千葉縣統計年鑑（平成20年） （页面存档备份，存于）（日語）
19. ↑  千葉縣統計年鑑（平成21年） （页面存档备份，存于）（日語）
20. ↑  千葉縣統計年鑑（平成22年） （页面存档备份，存于）（日語）
21. ↑  千葉縣統計年鑑（平成23年） （页面存档备份，存于）（日語）
22. ↑  千葉縣統計年鑑（平成24年） （页面存档备份，存于）（日語）
23. ↑  千葉縣統計年鑑（平成25年） （页面存档备份，存于）（日語）
24. ↑  千葉縣統計年鑑（平成26年） （页面存档备份，存于）（日語）
25. ↑  千葉縣統計年鑑（平成27年） （页面存档备份，存于）（日語）
26. ↑  千葉縣統計年鑑（平成28年） （页面存档备份，存于）（日語）
27. ↑  千葉縣統計年鑑（平成29年） （页面存档备份，存于）（日語）
28. ↑  千葉縣統計年鑑（平成30年） （页面存档备份，存于）（日語）
29. ↑  千葉縣統計年鑑（令和元年） （页面存档备份，存于）（日語）

## 外部連結
- 車站資訊（八幡宿）：東日本旅客鐵道（日語）